# Paracymus ellipsis
Paracymus ellipsis är en skalbaggsart som först beskrevs av Henry Clinton Fall 1910.  Paracymus ellipsis ingår i släktet Paracymus och familjen palpbaggar. Inga underarter finns listade i Catalogue of Life.